# Neptuno (Marvel Comics)
Neptuno, también llamado Poseidón, es un personaje ficticio que aparece en los cómics estadounidenses publicados por Marvel Comics. El personaje se basa en el Dios romano con el mismo nombre y su homólogo griego. Neptuno es el dios del mar en el panteón olímpico y el dios patrono de la Atlántida. Neptuno apareció por primera vez en Tales to Astonish # 70 y fue adaptado por Stan Lee y Gene Colan.

## Biografía del personaje ficticio
Neptuno es el hijo de Cronos y Rea, y nació en el Monte Olimpo. Zeus y Plutón son sus hermanos, y Hera y Hestia son sus hermanas. Neptuno es responsable de la evolución de Homo mermanus, y todavía es honrado por los atlantes, a diferencia de muchos olímpicos que tienen pocos o ningún adorador en la Tierra.
Hace dos milenios, Neptuno destruyó un culto atlantado de adoradores de Set. Más tarde vivió entre los atlantes durante muchos años como su protector.
En los tiempos modernos, Neptuno envió a Namor el Submarinero en una búsqueda de su tridente para recuperar el trono atlante, apareciendo ante él en varios puntos. Neptuno se apareció a los atlantes y decretó a Namor el verdadero gobernante de la Atlántida. Neptuno le informó a Namor sobre el verdadero destino de la Atlántida. Más tarde, Neptuno sanó a un herido Namor, y transformó a un semental ahogado en un caballito de mar gigante.
Neptuno más tarde secuestró a Namor de la Atlántida a Hades a instancias de Zeus, ya que Zeus culpó a los Vengadores de la mala condición física de Hércules. Sin embargo, Neptuno fue luego prohibido volver a la Tierra por Zeus, a pesar de sus objeciones debido a la adoración Atlante.
Más recientemente, él, junto con los otros atletas olímpicos, han vivido en la Tierra una vez más después de la muerte de Zeus. En un estado debilitado, fue secuestrado por Hippolyta y sus guerreras del Amazonas, a instancias de Hera y Plutón, quienes lo obligaron a cederle sus acciones del Grupo Olimpo, lo que facilitó su adquisición. La princesa amazona Artume también le impuso la ubicación de los Ónfalos. Fue rescatado de las garras de Artume por Hércules, Namor y Namora.
Neptuno estuvo presente cuando Atenea dirigió el Grupo Olimpo en el funeral de Hércules. Luego se puso del lado de Atenea cuando los otros dioses olímpicos la desafiaron por el liderazgo sobre los dioses olímpicos en el momento en que Amadeus Cho se convirtió en líder del Grupo Olimpo. Neptuno eligió a Namor como su representante. La batalla entre los poderes mortales terminó en un empate y los dioses olímpicos dejaron de luchar entre sí y lucharon contra los otros dioses.
Cuando Hulk escala el Monte Olimpo para pedir ayuda a Zeus, Neptuno se encuentra entre los dioses olímpicos que intentaron detenerlo. Neptuno envió un maremoto a Hulk en el lado del Monte Olimpo que resistió. Esto molestó a Hulk cuando Neptuno lo llamó héroe mientras continuaba escalando el Monte Olimpo.

## Poderes y habilidades
Neptuno posee los poderes típicos de un atleta olímpico, que incluyen inmensa fuerza, resistencia, durabilidad, velocidad y curación, así como una inmortalidad virtual. Poseidón tiene la capacidad de ejercer vastas energías cósmicas/místicas para numerosos propósitos, como la teletransportación interdimensional. Como dios del mar, Neptuno es capaz de manipular el agua a voluntad, respirar oxígeno bajo el agua y comunicarse con todas las formas de vida marina.Por lo general, se arma con un tridente encantado de 6'5" de largo, capaz de realizar magia divina.

## Recepción
- En 2019, CBR.com clasificó a Poseideon en el tercer lugar en su lista "Marvel Comics: Los 10 atletas olímpicos más poderosos".[12]
- En 2021, CBR.com clasificó a Poseidón en el tercer lugar en su lista "Marvel: 10 atletas olímpicos más poderosos".[13]
- En 2022, Screen Rant incluyó a Neptuno en su lista de los "10 dioses olímpicos más poderosos de los cómics de Marvel".[14]

## En otros medios

### Televisión
- Neptuno aparece en el segmento de Namor de The Marvel Super Heroes.